# Kazallu
Kazallu fue una ciudad-estado de la Mesopotamia central, situada al noroeste de Adab, a unos 50 kilómetros de Babilonia. Kazallu fue también el nombre del canal que unió Kazallu con Adab.

## Historia

### Dominio acadio (2330-2040a.C.)
Las primeras noticias que se tienen de su existencia hablan brevemente de la conquista acadia por parte de Sargón I; parece ser que la ciudad se resistió y fue arrasada. Ya parte del Imperio Acadio, se rebela sendas veces sin éxito en los años 2.284 y 2.260 antes de nuestra era, y logrará la independencia a finales de ese siglo.

### Aliado de Ur (2040-2013a.C.)
Tras la caída del Imperio Acadio, Ur se convierte en el Estado más fuerte en Sumer. Kazallu queda regida por un gobernador aliado de Ur.
A partir de la caída de Ur empezó a crecer y a ganar control sobre su región, rivalizando en poder con Isin y gozando de un corto período de independencia, extendiendo su territorio hasta Sippar en el norte y Marad en el sur, una pequeña ciudad de unos 5.000 habitantes. A pesar de ser aliado de Ur, esta ciudad extorsiona a Kazallu y a otras ciudades para conseguir comida y paliar sus hambrunas. En el año 2016 a. C. Kazallu pide ayuda a Ur para resistir contra Isin, pero esta es rechazada y la ciudad pasa a ser parte del reino de Isin durante 13 años desde 2013 a. C.

### Estado independiente (2000-1900a.C.)
No conocemos a ciencia cierta qué sucedió en esta época, siquiera si la ciudad estaba habitada por sumerios o por semitas. Sí conocemos los nombres de dos jefes de Estado que fueron, probablemente, reyes no vasallos a Isin ni a ninguna otra potencia: Namrat y Lugal-Awak. Probablemente Kazallu y Marad formaron un reino unido, que se rompió hacia el 1900 a. C.
A partir del 1897 a. C. Kish y Babilonia, dos ciudades emergentes, tratan de liberarse del dominio de Kazallu y terminan consiguiéndolo. Después de las batallas del año 1883, Kazallu aún mantiene cierto poder regional.

### Caída definitiva
En el 1861 a. C. los babilonios declaran la guerra a la ciudad, y matan a su rey Yakhzir-ilu en el 1854. Después, en el 1.835 a. C., parece que Kazallu fue por un tiempo vasalla de Larsa, recobrando su independencia tras unos pocos meses, sólo para pasar a formar parte en torno al 1800 a. C. del Imperio Babilónico.